# Lepophidium stigmatistium
Lepophidium stigmatistium är en fiskart som först beskrevs av Gilbert, 1890.  Lepophidium stigmatistium ingår i släktet Lepophidium och familjen Ophidiidae. IUCN kategoriserar arten globalt som livskraftig. Inga underarter finns listade i Catalogue of Life.